# Idiotephria amelia
Idiotephria amelia är en fjärilsart som beskrevs av Butler 1878. Idiotephria amelia ingår i släktet Idiotephria och familjen mätare. Inga underarter finns listade i Catalogue of Life.